# Kozenbeek
De Kozenbeek is een beek in Vochtig-Haspengouw.
De beek ontspringt in het noorden van gemeente Nieuwerkerken bij enkele bronnen in Kozen.
In gemeente Alken wordt de beek een waterloop van de 2de categorie en stroomt er van het gehuchtje Hulzen in Sint-Joris (Alken) naar Terkoest.
In Terkoest stroomt de Kozenbeek doorheen het dorpscentrum en het park van Kasteel d'Erckenteel.
Ten noorden van Terkoest mondt de Kozenbeek uit in de Herk, een zijriviertje van de Demer
Dorpen: Sint-Joris · Terkoest · Alken-centrum 

Gehuchten: Blekkenberg · Buls · Hemelsveld · Hulzen · Nachtegaal · Paradijs · Plein · Rozenkrans · Stationsbuurt · Ter Linden · Waterkant · Wolfke · Zwarte Winning

Waterlopen: Herk · Mombeek · Simsebeek · Kozenbeek

Watermolens: Nieuwmolen · Herckermolen · Groenmolen · Dorpsmolen · Gustingenmolen

Stations: Station Alken · Station Hendrikstraat (voormalig)

Belgische gemeenten · Arrondissement Tongeren · Limburg · Vlaanderen